# محمد حسن عبد الحفيظ
محمد حسن عبد الحفيظ لاعب كرة قدم مصري في مركز خط الوسط الدفاعي ، من ناشئي الأهلي ، ويلعب حاليًا لنادي الاسماعيلي في صفقة انتقال تبادليه .

تم إعارته من النادي الأهلي لنادي حرس الحدود في 2015 لموسم واحد، ولكن تحت قيادة الهولندي مارتن يول تم الاستغناء عنه، وانضم لنادي بلدية المحلة في 13 أغسطس 2016.

## روابط خارجية
- محمد حسن عبد الحفيظ على موقع قاعدة بيانات كرة القدم.إي يو (الإنجليزية)

- محمد حسن